# Vilsöd
Vilsöd ist ein Gemeindeteil der Stadt Dorfen im oberbayerischen Landkreis Erding.

## Lage
Die Einöde Vilsöd liegt auf der Gemarkung Eibach (Dorfen) in der Luftlinie 3,5 Kilometer nordöstlich des Stadtzentrums von Dorfen. 

## Bevölkerungsentwicklung
Um 1871 gab es in Vilsöd 20 Einwohner. Im Mai 1987 lebten dort fünf Einwohner in zwei Wohngebäuden.
| Jahr      | 1871 | 1925 | 1950 | 1970 | 1987 |
| Einwohner | 20   | 8    | 18   | 9    | 5    |